# Leptanilla butteli
Leptanilla butteli är en myrart som beskrevs av Auguste-Henri Forel 1913. Leptanilla butteli ingår i släktet Leptanilla och familjen myror. Inga underarter finns listade i Catalogue of Life.